# Почурино
Почурино — деревня в Зубцовском районе Тверской области, входит в состав Погорельского сельского поселения.

## География
Деревня расположена на берегу речки Дёржа в 5 км на северо-запад от центра поселения села Погорелое Городище и в 21 км на восток от районного центра Зубцова. 

## История
В конце XIX — начале XX века деревня являлась центром Пачуринской волости Зубцовского уезда Тверской губернии. В 1859 году в деревне было 19 дворов. 
С 1929 года деревня входила в состав Погорельского сельсовета Погорельского района Ржевского округа Западной области, с 1935 года — в составе Калининской области, с 1960 года — в составе Зубцовского района, с 1994 года — в составе Погорельского сельского округа, с 2005 года — в составе Погорельского сельского поселения. 

## Население
| 1859 | 2002 | 2010 |
| ---- | ---- | ---- |
| 159  | ↘15  | ↘12  |